# Kamer van Afgevaardigden (Frankrijk)

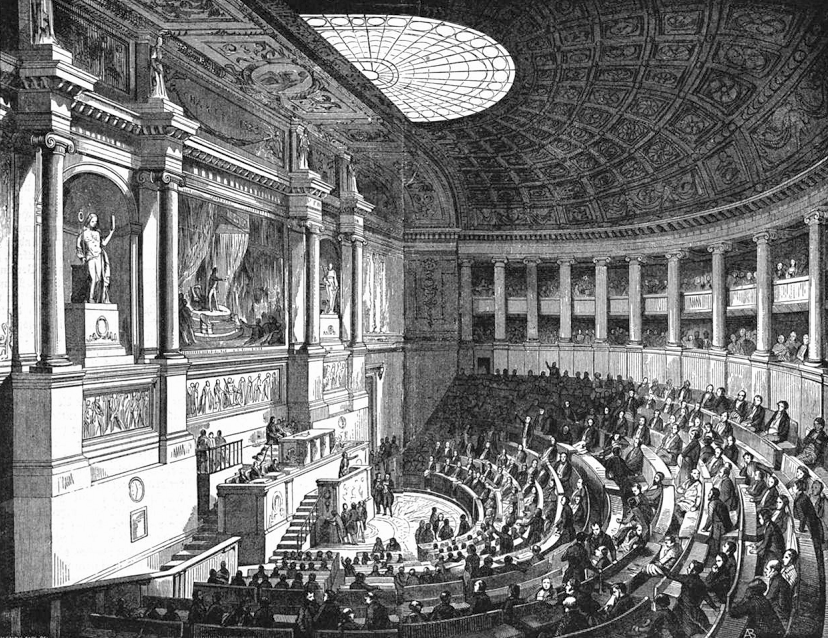
De Franse Kamer van Afgevaardigden in 1843

De Kamer van Afgevaardigden (Frans: Chambre des députés) was het lagerhuis van het Franse parlement ten tijde van de Restauratie (1814-1830), de Julimonarchie (1830-1848) en de Derde Republiek (1870-1940). 
Tijdens het Tweede Franse Keizerrijk (1852-1870) stond het lagerhuis bekend onder de naam Wetgevend Lichaam.

## Geschiedenis
Onder de Derde Republiek vergaderden de leden van de Kamer van Afgevaardigden en de Senaat voor sommige aangelegenheden samen, namelijk de verkiezing van de president van Frankrijk. Ze vormden dan de Nationale Vergadering (Assemblée nationale).
Na de Bevrijding van Frankrijk tijdens de Tweede Wereldoorlog werd geprobeerd opnieuw een eenkamerstelsel in te voeren. Een eerste ontwerpgrondwet, die in een referendum werd verworpen, voorzag in één enkele kamer met de naam Nationale Vergadering. Een tweede ontwerp, dat uiteindelijk de grondwet van de Vierde Franse Republiek werd, voerde opnieuw een hogerhuis in met beperkte bevoegdheden onder de naam Raad van de Republiek (Conseil de la République), terwijl het lagerhuis de naam Nationale Vergadering behield.
Onder de Vijfde Republiek (sinds 1958) bestaat het Franse parlement uit de Nationale Vergadering en de Senaat. De naam Chambre des députés of kortweg Chambre werd informeel nog wel gebruikt voor de Nationale Vergadering; kamerleden in het lagerhuis worden nog steeds députés genoemd.
Net als de huidige Nationale Vergadering was de Kamer van Afgevaardigde gevestigd in het Palais Bourbon in de hoofdstad Parijs. Het nabijgelegen metrostation Chambre des députés werd pas in 1989 tot Assemblée nationale herbenoemd.